# Iglesia española reformada episcopal
La Iglesia Española Reformada Episcopal (abreviadamente, IERE) es una Iglesia perteneciente a la Comunión anglicana mundial. Se considera a sí misma parte plena de la Iglesia una, santa, católica y apostólica establecida por Cristo y sus apóstoles. Al igual que la Iglesia católica y la Iglesia ortodoxa mantiene la sucesión apostólica, que le habría sido transmitida a través, primero, de la Iglesia de Irlanda y, después, a través de las Iglesias veterocatólicas.
Mantiene el triple ministerio de obispos, presbíteros y diáconos, y acepta los tres credos de la Iglesia primitiva. Se siente moralmente continuadora de la antigua Iglesia hispana, y cuenta con su propia liturgia, cuyo oficio de Santa Cena está basado en la liturgia mozárabe o visigótica. Cree en el sistema sacramental, aunque establece una diferencia entre «sacramentos» (Bautismo y Santa Cena o Santa Comunión) y «ritos sacramentales» (confirmación, matrimonio, orden, confesión y unción de enfermos.
La práctica eclesial y litúrgica de la IERE la sitúan en una vía intermedia entre el catolicismo y el protestantismo.
La IERE está en plena comunión con las iglesias veterocatólicas de la Unión de Utrecht y con las iglesias luteranas escandinavas de la Comunión de Porvoo. Junto con las capellanías de la Diócesis de Europa de la Iglesia de Inglaterra, representa a la Comunión Anglicana en España. Es miembro activo de la Federación de Entidades Religiosas Evangélicas de España (FEREDE) y del Consejo Mundial de Iglesias.
La IERE fue organizada en la segunda mitad del siglo XIX por miembros disidentes de la Iglesia católica en España, que deseaban reformarla según los principios del protestantismo y crear así una confesión nacional siguiendo el modelo del anglicanismo.

## Historia[4]

### Antecedentes de reforma en España en elsigloXVI

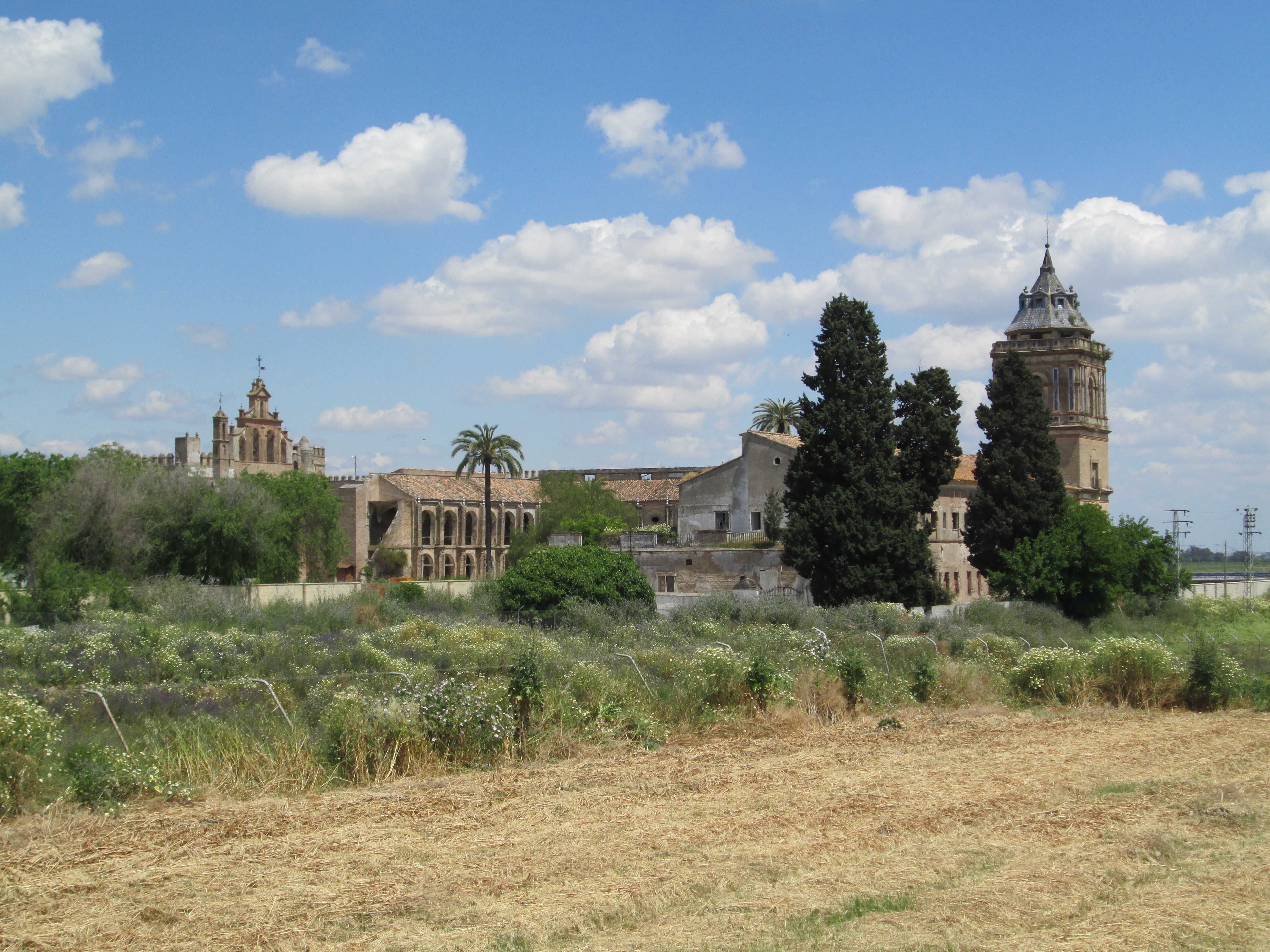
Monasterio de San Isidoro del Campo, Sevilla, uno de los principales focos de la Reforma Protestante en España.

La historia del protestantismo en España se remonta al siglo XVI, cuando varios creyentes españoles se sintieron plenamente de acuerdo con los planteamientos de la Reforma Protestante iniciada por Martín Lutero en Alemania. Grupos destacados de entre estos creyentes fueron los de Valladolid (afines al luteranismo) y Sevilla (inicialmente favorables al calvinismo). Del grupo sevillano participaron los monjes jerónimos del Monasterio de San Isidoro del Campo.
El primer protestante español que tuvo contacto con la incipiente reforma del anglicanismo fue Francisco de Encinas, quien había conocido la doctrina protestante en los Países Bajos; posteriormente, había estudiado en Wittenberg y vivido en casa de Philipp Melanchthon, donde tradujo el Nuevo Testamento al idioma castellano. Más tarde se refugió en Basilea, hasta que en 1548 marchó a Inglaterra en compañía de su esposa. Llevaba cartas de recomendación escritas por Melanchton para el arzobispo Thomas Cranmer (verdadero introductor de la Reforma en la Iglesia de Inglaterra), quien le ofreció una cátedra de griego en la Universidad de Cambridge. A finales de 1549, viajó nuevamente a Basilea para publicar sus traducciones al castellano de los autores clásicos, que fueron editadas en Estrasburgo, donde murió en 1552 víctima de la peste.
Otro español de la época relacionado con el anglicanismo fue Casiodoro de Reina, monje jerónimo extremeño, del monasterio de San Isidoro del Campo, y que había huido de allí junto a algunos amigos para refugiarse en Ginebra. Pero Casiodoro de Reina no residió a gusto en la ciudad de Calvino, pues había escapado de España huyendo de la Inquisición española y encontró prácticamente la misma actitud en la teocracia calvinista. Partió por ello hacia Fráncfort del Meno y poco después a Inglaterra, cuando subió al trono Isabel I de Inglaterra.
Casiodoro de Reina se afilió en Londres a una congregación de habla francesa, aunque algo después se pudo reunir con un grupo de españoles exiliados y formar una comunidad cristiana de habla castellana. Casiodoro de Reina pidió ayuda a la reina Isabel, que le concedió una pensión y el uso de la capilla de St. Mary Axe. Para tal fin, Casiodoro escribió una Confesión de Fe, clara expresión de su espíritu libre y tolerante. La naturaleza de esta confesión produjo, sin embargo, entre los puritanos refugiados en Londres, la decisión de emprender una campaña de desprestigio contra él. Entre 1561 y 1563 Casiodoro de Reina tuvo que soportar todo tipo de acusaciones provenientes de las filas del calvinismo, que veían en su Confesión de Fe un cúmulo de herejías. Para suerte suya, en todo aquel período recibió el apoyo del obispo (anglicano) de Londres (que en 1576 llegaría a ser arzobispo de Canterbury), Edmund Grindal. Durante este tiempo también, Casiodoro de Reina trabajó en su ampliamente difundida traducción de la Biblia al castellano, que algunos años después, y no sin muchas dificultades, publicaría en Basilea.
Otro español que pasó más de la mitad de su vida entre anglicanos fue Cipriano de Valera, también monje jerónimo en Sevilla  y también extremeño como él. Al igual que su compañero Casiodoro de Reina salió huyendo hacia Ginebra, aunque tampoco pudo permanecer allí mucho tiempo. Acabó posteriormente en Inglaterra después de un ajetreado peregrinar por Europa. En Londres ayudó a Casiodoro de Reina en sus tareas pastorales y además dio clases en las universidades de Cambridge y Oxford. De entre sus descendientes, hubo varios que llegaron a ser ministros de la Iglesia de Inglaterra. Casiodoro de Reina y Cipriano de Valera son los traductores de la versión en castellano de la Biblia más difundida entre los protestantes de habla hispana, la Reina-Valera.
Pero el protestante español que más participó en la vida de la Iglesia de Inglaterra del siglo XVI fue Antonio del Corro, sobrino del inquisidor sevillano del mismo nombre. Fue, como sus anteriores compañeros, un emigrado a Europa en busca de libertad religiosa. También marchó a Ginebra en 1557, pero después de una corta estancia en dicha ciudad se fue a la Universidad de Lausana a estudiar Teología. Allí Teodoro de Beza fue su maestro, haciéndose al mismo tiempo amigo suyo. En 1566 aceptó el cargo de pastor de la congregación de habla francesa de Amberes, pero por su condición de español sólo pudo quedarse allí dieciocho meses, pasando después a Inglaterra, de donde ya no volvió. En Londres no congenió muy bien con los refugiados franceses (calvinistas en su mayoría), dejándose llevar entonces hacia la diversidad de la Iglesia de Inglaterra. En 1571 fue elegido profesor de Teología e ingresó en la Universidad de Oxford, y en 1579 publicó su obra clave Paraphrasis and Commentary on Eclesiastes, según la cual, todos los cristianos deberían dejar de lado sus diferencias y buscar la «vía media». Murió en Londres el 3 de marzo de 1591, y fue enterrado en la iglesia de San Andrés.

### Establecimiento de la IERE

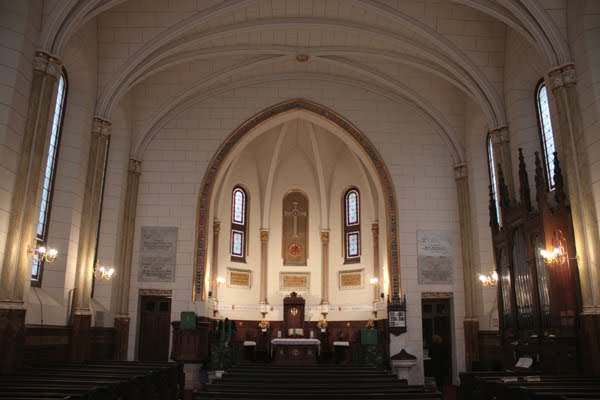
Interior Catedral del Redentor

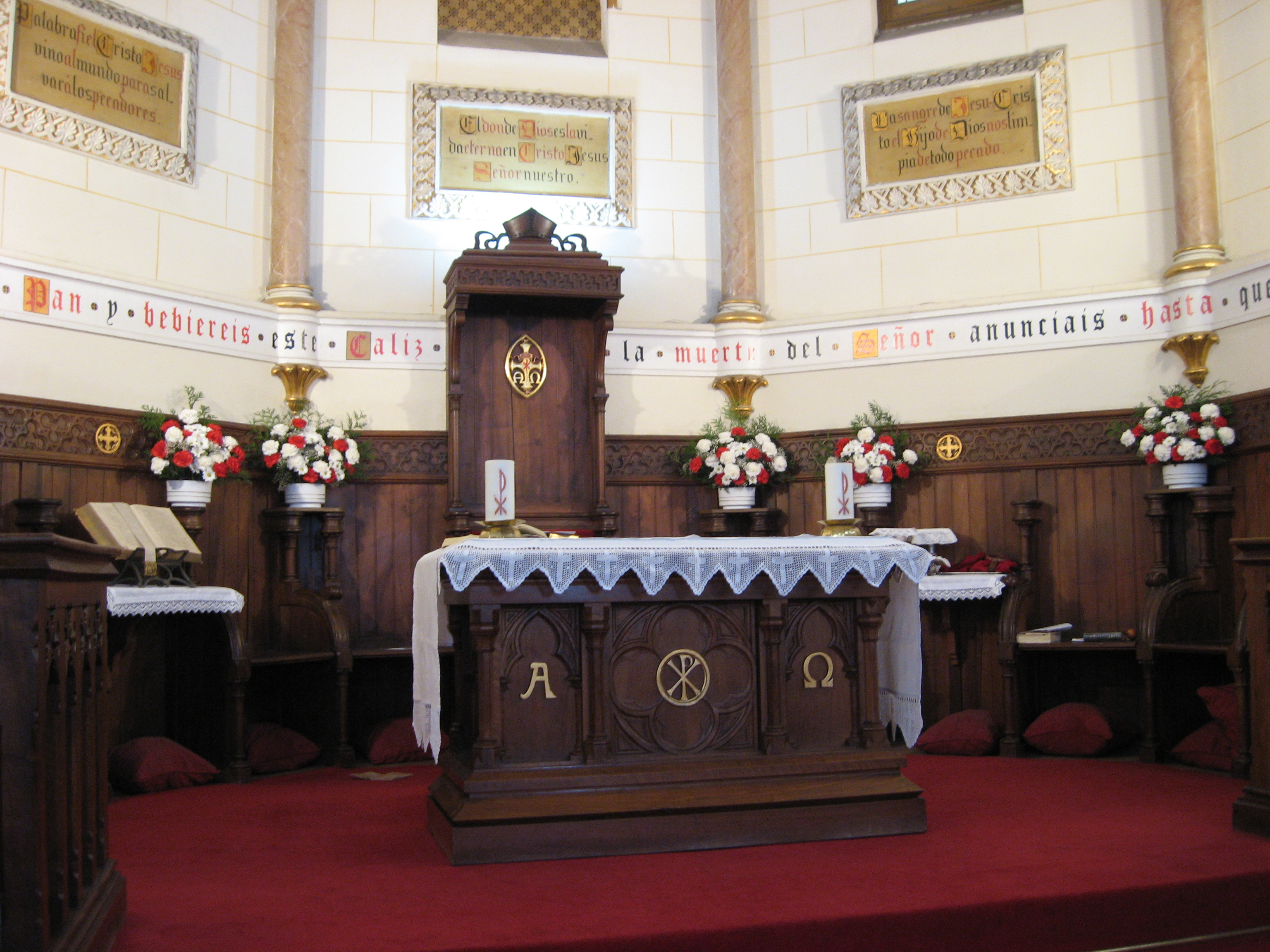
Interior de la Catedral del Redentor.

En el siglo XIX, tras la labor previa misionera de Juan Calderón, editor de las revistas clandestinas El Catolicismo Neto y El Examen Libre a mediados de los cincuenta, repartidas en secreto entre grupos de adeptos españoles, y otros muchos misioneros protestantes extranjeros que difundían Biblias y Nuevos testamentos por España en español y sin notas (por ejemplo, el célebre George Borrow), se crearon distintos grupos protestantes ilegales y dispersos de vida aislada y anónima por toda la geografía nacional, formados sobre todo por comerciantes que tenían alguna relación con países y personas del extranjero. Hacia 1869 se reúne en Sevilla una asamblea general formada por delegados de distintas congregaciones entonces ya existentes en el territorio español, los protestantes españoles declararon su intención de organizar una comunidad reformada unida para todo el país, pero la intención no se pudo concretar debido a las diferencias con respecto a su organización: por un lado el modelo presbiteriano-congregacionalista y la postura de aquellos que deseaban una confesión de gobierno episcopal. Debido a estás diferencias de organización surgieron dos denominaciones protestantes de corte histórico en España, la IERE ("Iglesia Evangélica Reformada Episcopal") y la IEE "Iglesia Evangelica Española". Debido al origen común de ambas iglesias, la IERE y la IEE mantienen relaciones de profundo respeto, colaboración y hermandad.
A principios del año 1870, el clérigo de la Iglesia de Inglaterra Lewen S. Tugwell llega a Sevilla para hacerse cargo de la capellanía dependiente del consulado inglés. En dicha ciudad encontró a ciertos españoles involucrados en un movimiento protestante encaminado, en opinión de los propios participantes, «a extender las verdades de la Biblia, a combatir la ignorancia que de ella se padecía» y, de esa forma, lograr una espiritualidad que contravenía los usos de la Iglesia católica de la época.
Interesado por esa labor, el capellán inglés buscó un colaborador para encauzar esta obra, encontrándolo en el ex sacerdote católico, convertido al anglicanismo en Londres, Francisco Palomares García. Junto a otros colaboradores, se concretó una misión entre españoles y para españoles, en la que se establecían dos objetivos: predicar la visión protestante de la Palabra de Dios y dar instrucción secular a todos.
En 1870 también existía una congregación «reformada» en Sevilla, fundada y pastoreada por Juan Bautista Cabrera, ex sacerdote escolapio que se había refugiado en Gibraltar hasta la Revolución de 1868. Esta comunidad y la misión iniciada por Palomares realizaban sus trabajos en Sevilla con total independencia, sin más conexión entre ellas que la fraternidad cristiana. La obra supervisada por Palomares quedó definida bajo el nombre de «Iglesia Española Reformada Episcopal» (IERE). Este nombre da a entender que, desde el principio, esta comunidad tuvo un corte netamente protestante, lo cual siempre constituyó un problema para todos los anglicanos españoles que se sentían más atraídos hacia la tendencia de «Alta Iglesia» o High Church.
En noviembre de 1874 Juan Bautista Cabrera se trasladó a Madrid para hacerse cargo de la Iglesia evangélica del Redentor, cuyo pastor, Antonio Carrasco, había fallecido en un naufragio algunos meses antes.
Años después, el 2 de marzo de 1880 y en la ciudad de Sevilla, cinco congregaciones: una en Madrid pastoreada por Juan Bautista Cabrera, tres de Sevilla bajo Francisco Palomares y una de Málaga dirigida por el laico Sr. Domínguez, se reunían en sínodo bajo la presidencia del obispo de la Iglesia Episcopal (anglicana) de México, Enrique Chancey Riley, de visita en España, y se constituían como confesión religiosa.
Durante la celebración de dicho sínodo, y por el mencionado obispo, fue ordenado diácono y presbítero el Sr. Domínguez. Asimismo, Juan Bautista Cabrera fue elegido obispo con jurisdicción sobre la Iglesia constituida.
En la consagración episcopal de Juan Bautista Cabrera (1894) intervinieron tres obispos de la Iglesia de Irlanda (Comunión anglicana).
La primera edición de la liturgia de la IERE fue aprobada en el Sínodo de 1881 y revisada posteriormente. Su oficio de Santa Cena se basa en parte en el antiguo rito español, también llamado rito visigótico o rito mozárabe, aunque complementado con elementos anglicanos y de otras liturgias reformadas y originales.
Al precisar que la IERE era una confesión nacional española, se quería decir que no era el resultado de la actividad de misioneros extranjeros. Desde sus inicios sus ministros fueron, en su mayoría, antiguos clérigos católicos que rompían con la Iglesia católica. Por eso la IERE se presentó siempre como una comunidad española y para españoles, inspirada en la «vía media anglicana».
La IERE pasó, durante las distintas etapas políticas de España, por difíciles momentos de intolerancia, persecución, represión e indiferencia, logrando sobrevivir a pesar de todo ello y de otros problemas de índole económica: así, durante la Guerra Civil, padeció la violencia antirreligiosa de un bando, y la discriminación del otro; y durante el franquismo le fueron confiscadas escuelas, terrenos y edificios de culto.
Hasta el día de hoy, y tras muchos avatares, la IERE ha estado presente en España, siendo siempre supervisada por obispos en cuyas ordenaciones intervienen obispos de la Iglesia de Irlanda (Comunión anglicana) y de la Unión de Utrecht, y hallándose actualmente regida por su quinto obispo.

## Liturgia
La IERE utiliza una liturgia cuyo oficio de Santa Cena está basado parcialmente en la liturgia hispánica o rito mozárabe. Esta fue la antigua liturgia empleada por la iglesia católica en la época del dominio visigodo, con influencias orientales, romanas e incluso musulmanas; en la celebración de la Eucaristía, se recitan nueve oraciones, se leen tres pasajes de los Evangelios y la comunión se administra bajo las dos especies de pan y vino. Este rito fue promulgado por el IV Concilio de Toledo, presidido por San Isidoro de Sevilla, en el año 633.

## Estructura

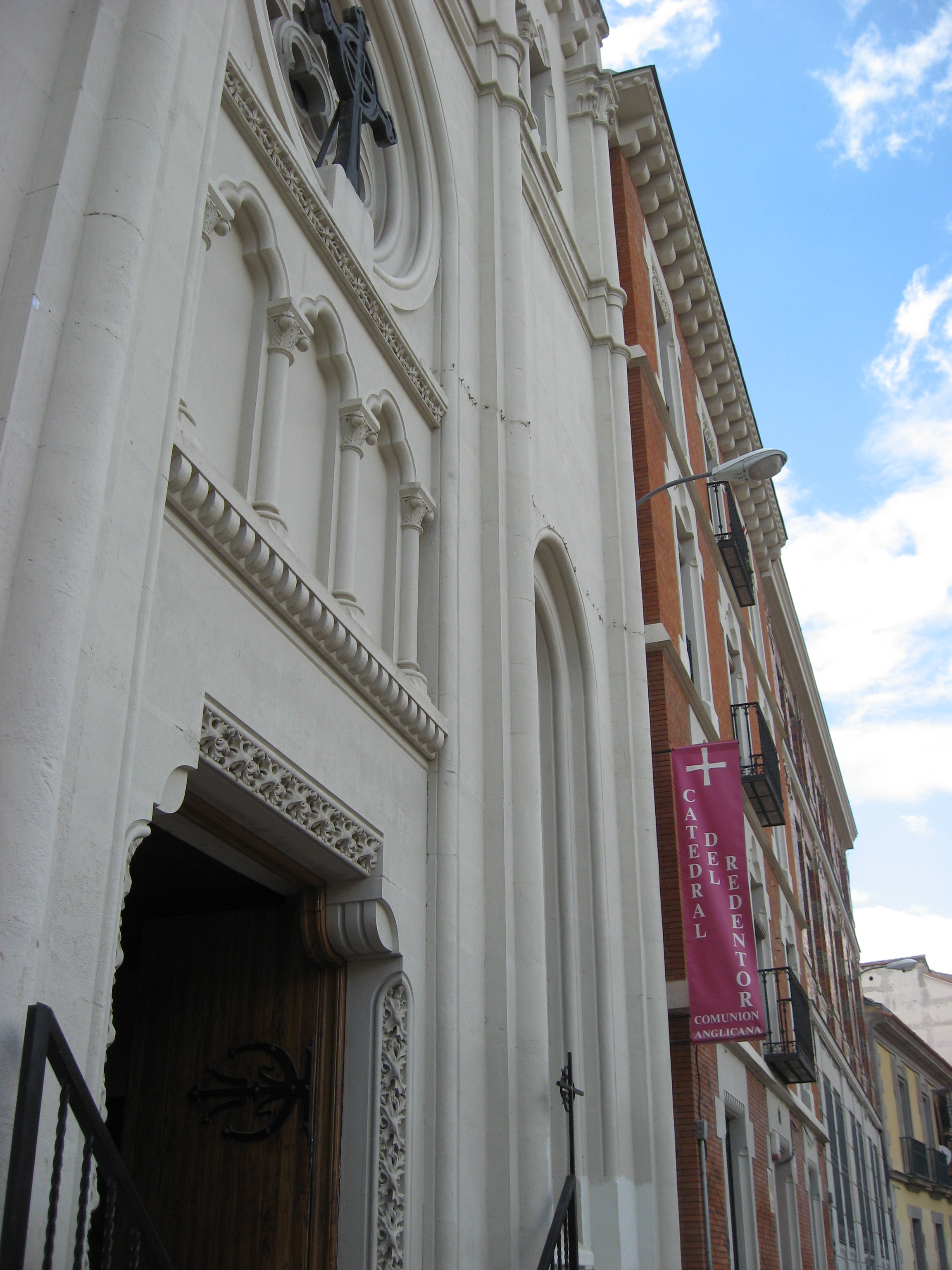
Exterior de la Catedral del Redentor, en Madrid, la única catedral de la Iglesia Española Reformada Episcopal.

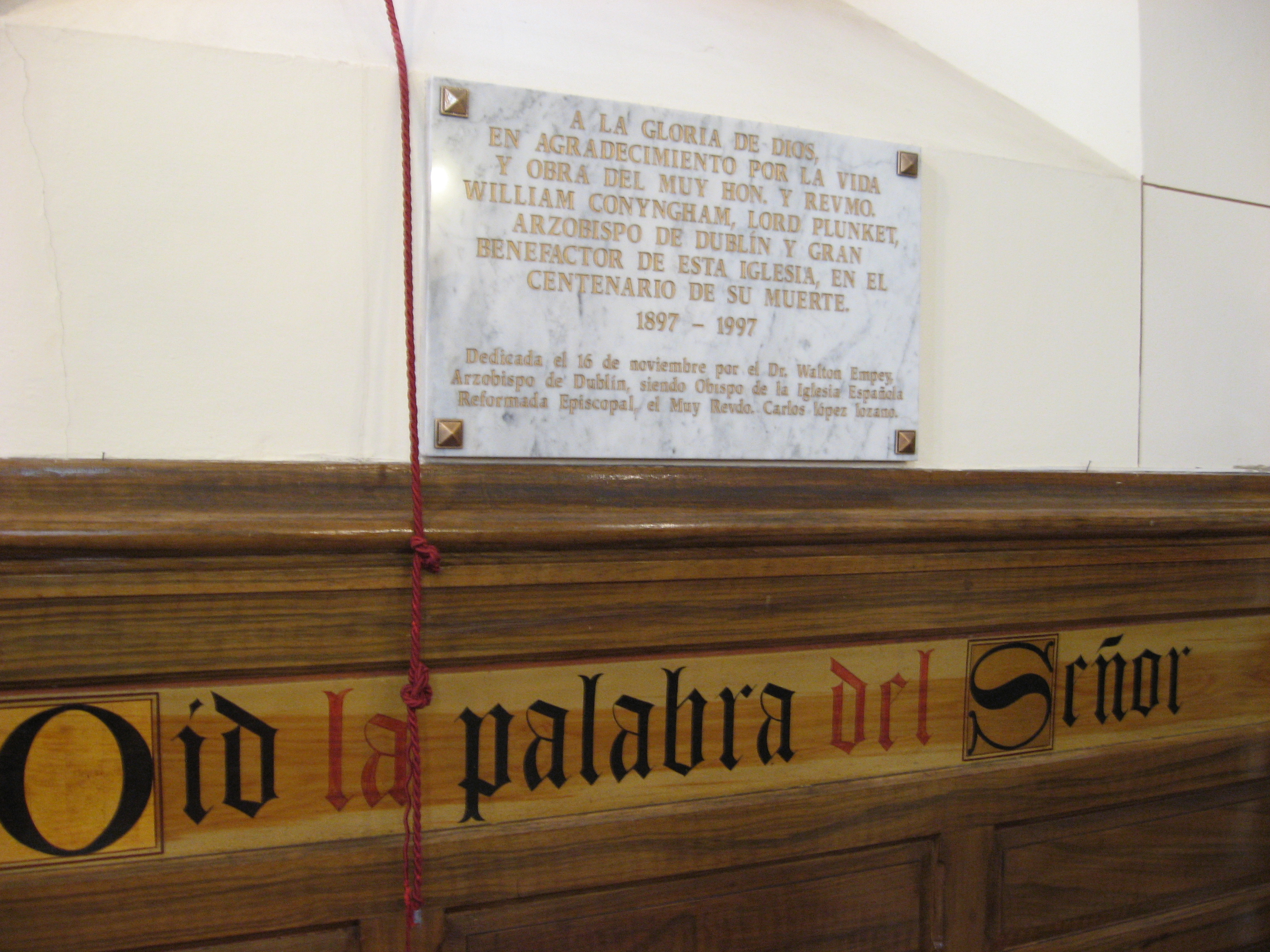
Placa en el interior de la Catedral del Redentor.

La IERE tiene un gobierno democrático de tipo parlamentario o sinódico. El sínodo es la máxima autoridad de la Iglesia, y en él están representados el laicado y el clero. Las parroquias están representadas por un clérigo y un laico. El sínodo elige a la Comisión Permanente, órgano que gobierna entre un sínodo y otro. No es una iglesia con gobierno episcopal, sino una iglesia sinódica gobernada por un obispo en sínodo. Es decir, el sínodo sin obispo no puede hacer nada, y el obispo sin el sínodo tampoco.
La IERE está dividida en tres «áreas» o «arcedianatos»:
1. Cataluña, Levante e Islas Baleares
2. Andalucía y Canarias
3. Centro y Norte.

Hay parroquias de la IERE en las provincias de Alicante, Asturias, Baleares, Barcelona, Cáceres, Castellón, Granada, Huesca, Madrid, Málaga, Murcia, Pontevedra, Salamanca, Sevilla, Tarragona, Valencia, Valladolid, Zaragoza, Navarra, Gran Canaria, Vizcaya y Zamora; en total son más de 60 congregaciones entre parroquias y misiones, que cuentan con 28 presbíteros (3 de ellos son mujeres); 8 diáconos (1 de ellos es mujer). 8 cementerios parroquiales, 1 Residencia Universitaria en Salamanca (Atilano Coco), y una casa de campamentos en Alcocebre - Castellón (Villa Adelfos)

### Sucesión apostólica
Desde que la Iglesia de Inglaterra se separó de la Iglesia católica en el siglo XVI, y durante casi 300 años, no se había producido ningún pronunciamiento oficial por parte de Roma acerca de la validez de las ordenaciones anglicanas, aunque la práctica seguida ante los casos de clérigos anglicanos que, tras su conversión al catolicismo querían servir como sacerdotes, había sido siempre la de reordenarlos. Sin embargo, a finales del siglo XIX se solicitó al papa León XIII desde diversas instancias que efectuara un pronunciamiento magisterial al respecto, por lo que este mandó estudiar el asunto a una comisión consultiva compuesta por ocho teólogos bajo la dirección del cardenal Mazzella. Tras dos meses de intenso análisis de la abundante documentación existente, la comisión decidió, de manera unánime, en una sesión presidida por el propio León XIII, que las ordenaciones anglicanas eran ciertamente inválidas desde el punto de vista católico por defectos en la forma y en la intención del rito, decisión que quedó finalmente plasmada en la bula Apostolicae Curae de septiembre de 1896.
No obstante, desde los años 30 obispos veterocatólicos (cuyas ordenaciones nunca han sido oficialmente rechazadas por Roma) han actuado como co-consagrantes en consagraciones de obispos anglicanos. Así, el cardenal Basil Hume, anterior arzobispo de Westminster, declaró: «Mientras reafirmamos el juicio de Apostolicae Curae de que la ordenación anglicana es inválida, la Iglesia católica toma nota del involucramiento en algunas ordenaciones episcopales anglicanas de obispos de la Iglesia veterocatólica de la Unión de Utrecht que están válidamente ordenados». Hacia 1969, todos los obispos anglicanos habían adquirido líneas de sucesión apostólica veterocatólica, por lo que en algunos casos los presbíteros u obispos anglicanos admitidos en la Iglesia Católica son ordenados sub conditione, pues podría existir una «duda prudente» acerca de la validez de esas ordenaciones concretas.
En cuanto a las Iglesias ortodoxas, existen posturas diversas. En 1922, es decir, antes de que en el anglicanismo se practicara la ordenación de mujeres al episcopado, presbiteriado y diaconado, el Patriarcado Ecuménico de Constantinopla reconoció la validez de las ordenaciones anglicanas «al mismo nivel que las romanas, veterocatólicas y armenias». En los años sucesivos, se pronunciaron en el mismo sentido las iglesias de Jerusalén y Chipre (1923), Alejandría (1930) y Rumanía (1936), aunque, como explica el obispo ortodoxo griego de Gran Bretaña Kallistos (Timothy) Ware en su libro La iglesia ortodoxa, «ninguna de estas iglesias parece haberle dado efectos prácticos a este reconocimiento», por lo que «los clérigos anglicanos admitidos al sacerdocio ortodoxo siempre han sido reordenados». Por su parte, la Iglesia Ortodoxa Rusa, que es la que cuenta con mayor número de fieles, llegó a una conclusión negativa en 1948: «la Iglesia Ortodoxa no puede reconocer la rectitud de las enseñanzas anglicanas en lo que respecta a los sacramentos en general y al sacramento del Orden en particular; por ello, no puede reconocer la validez de las ordenaciones anglicanas».

### Templos
En los municipios de España en los que la Iglesia Española Reformada Episcopal no tiene templo, pero sí la Diócesis de Europa de la Iglesia de Inglaterra, están asociados para dar servicios religiosos comunes para estas dos denominaciones, y en los municipios de España que la Iglesia de Inglaterra no tiene templo, pero sí la Iglesia Española Reformada Episcopal, también están asociados para dar servicios religiosos comunes para estas dos denominaciónes, en los municipios de España que las dos confesiones tienen templo dejan de estar asociados.[cita requerida]
Se puede decir que los templos de la Iglesia de Irlanda en España, la Iglesia Filipina Independiente en España y la Iglesia Lusitana Católica Apostólica Evangélica (Portugal) son los mismos que los de la Iglesia Española Reformada Episcopal en España y viceversa en sus respectivos países de origen: Irlanda, Filipinas y Portugal.[cita requerida]
En España, con respecto a las demás iglesias cristianas pertenecientes a la Comunión anglicana, iglesias veterocatólicas de la Unión de Utrecht (Iglesias) y Comunión de Porvoo, se puede decir que la Iglesia Española Reformada Episcopal es su equivalente si en ese municipio no existe un templo o comunidad de esa iglesia o de la Diócesis de Europa de la Iglesia de Inglaterra, que entonces tomarán esta como referencia.[cita requerida]

## Obispos de la Iglesia Española Reformada Episcopal
- Rev. Juan Bautista Cabrera Ibarz (1837–1916), primer obispo de la IERE (1896–1916)
- Rev. Santos Molina Zurita, segundo obispo de la IERE (1954–1966)
- Rev. Ramón Taibo Sienes, tercer obispo de la IERE (1967–1983)
- Rev. Arturo Sánchez Galán, cuarto obispo de la IERE (1983–1995)
- Rev. Carlos López Lozano (*1962), quinto obispo de la IERE (desde 1995).

## Las relaciones ecuménicas
- Pertenece a las siguientes asociaciones de iglesias:
  - Comunión anglicana, Plena integración ocurrió en 1980 cuando la iglesia se convirtió en una diócesis extraprovincial bajo la autoridad del arzobispo de Canterbury.
  - Unión de Utrecht (Iglesias)
  - Comunión de Porvoo
  - Consejo Mundial de Iglesias
  - Federación de Entidades Religiosas Evangélicas de España (FEREDE)
  - Conferencia de Iglesias Europeas (CEC)

## Presidencia de honor en la actualidad
- 1 Carlos III del Reino Unido (Charles Philip Arthur George)
- 2 Príncipe de Gales (Guillermo de Gales)
- 3 Camila del Reino Unido
- 4 Catalina de Gales
- 5 Arzobispo de Canterbury (Justin Welby)
- 6 Arzobispo/obispo primado o arzobispo/obispo metropolitano del país o territorio correspondiente (Rev. Carlos López Lozano, quinto obispo de la IERE (desde 1995)).
- El soberano (Carlos III del Reino Unido) también posee el título de Gobernante Supremo de la religión oficial, la Comunión anglicana, aunque en la práctica el liderazgo espiritual de la Iglesia corresponde al arzobispo de Canterbury y arzobispo/obispo primado o arzobispo/obispo metropolitano del país o territorio correspondiente.

## Críticas: masonería y sectas ocultistas
La Iglesia Española Reformada Episcopal ha recibido críticas en varios medios de comunicación como la Cadena COPE, Infovaticana, entre otros, por la pertenencia a la masonería y a sectas ocultistas de varios de sus cargos y reverendos.
Javier Otaola Bajeneta, ex gran Gran Maestro de la Gran Logia Simbólica Española, por ejemplo, ha sido durante años el responsable de la revista La Luz de la IERE, así como colaborador asiduo de la misma.